# Batalla d'Arcadiòpolis (1194)
|  | Per a altres significats, vegeu «Batalla d'Arcadiòpolis (970)». |

La batalla d'Arcadiòpolis  (en búlgar: Битkа Аркадиопол при, grec: Μάχη Αρκαδιούπολης της) es va produir el 1194 prop de la ciutat moderna de Lüleburgaz (antiga Arcadiòpolis) a Turquia entre l'Imperi Búlgar i l'Imperi Romà d'Orient. El resultat va ser la victòria búlgara.